# Фишбейн, Ефим Израилевич
Ефим Израилевич Фишбейн (20 мая 1936) — советский и белорусский тренер по греко-римской борьбе, заслуженный тренер Белорусской ССР.

## Биография
Родился в 1936 году. Мастер спорта СССР. Чемпион БССР. Тренировался у заслуженного тренера БССР Михаила Синдера в спортивном обществе «Красное Знамя». Чемпион СССР в командном первенстве. Заслуженный тренер Белорусской ССР, среди учеников - чемпион СССР и призер чемпионата Европы  Александр Дубровский.
Закончил Белорусский политехнический институт, кандидат технических наук, автор ряда патентов.

## Награды и звания
- кандидат технических наук (1965)
- Заслуженный тренер Белорусской ССР (1981)